# Brčko (district)

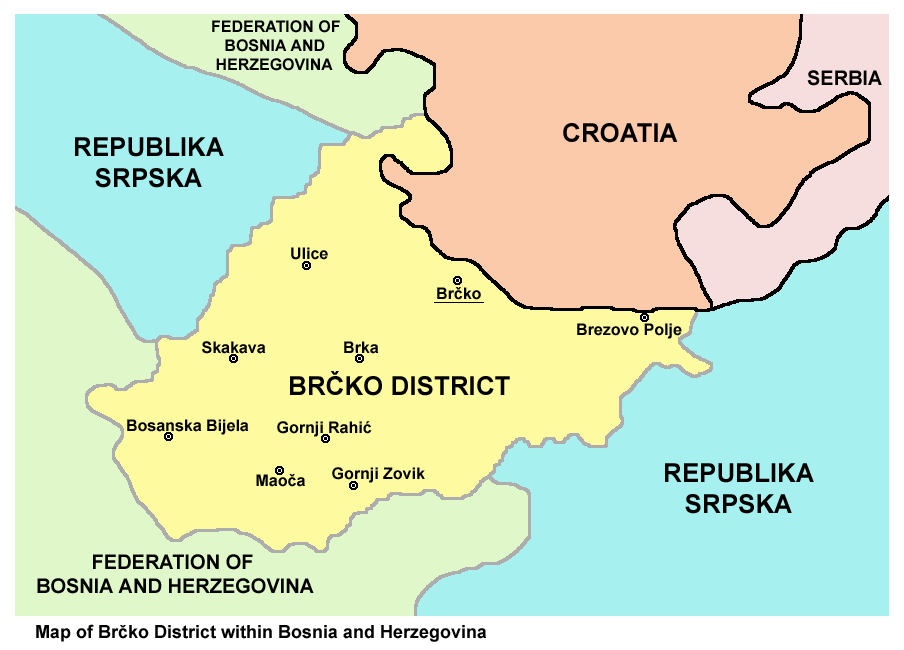

District Brčko (Bosnisch, Kroatisch en Servisch: Brčko Distrikt, Брчко Дистрикт), gelegen in het noordoosten van Bosnië, is een gebied met zelfbestuur onder de soevereiniteit van Bosnië en Herzegovina. Het district is tegelijk deel van de Federatie van Bosnië en Herzegovina én van de Servische Republiek. Beide entiteiten besturen het district officieel als een condominium. In de praktijk geniet het gebied echter een grote mate van zelfbestuur.
Het district staat onder internationale supervisie. De hoofdstad is de gelijknamige stad Brčko.

## Geschiedenis
Het district Brčko werd officieel opgericht op 8 maart 2000, toen duidelijk werd dat de twee Bosnische entiteiten het niet eens konden worden over dit gebied. Een gedeelte van het gebied stond tijdens de Bosnische Oorlog onder Servisch beheer en diende als smalle corridor tussen het oostelijke en westelijke gedeelte van de Servische Republiek. Andere gedeelten stonden weer onder het beheer van de moslims en de Kroaten.
Het grondgebied van het district beslaat het territorium van de voormalige gemeente Brčko. De Europese Unie is tot op heden in het gebied aanwezig om de vrede te handhaven.
Het district is opgericht na een arbitrageproces onder leiding van de Hoge Vertegenwoordiger voor Bosnië en Herzegovina van de Verenigde Naties. In de vredesakkoorden van Dayton kon het proces echter alleen het geschil beslechten over de grens tussen entiteiten (grens). Het district Brčko werd gevormd door het gehele grondgebied van de voormalige gemeente Brčko, waarvan 48% (inclusief de stad Brčko) in de Republika Srpska lag, terwijl 52% in de Federatie van Bosnië en Herzegovina lag. Na de oorlog handhaafde de Europese Unie een diplomatieke aanwezigheid om de vrede in het gebied te bewaren.
In 2006 werd onder het VN-besluit voor waarnemingsmissies alle "entiteitswetgeving in het district Brčko en de grenslijn" afgeschaft. De resolutie van Susan Johnson, supervisor van Brčko, schrapt alle wetten op de federale entiteiten van Bosnië en Herzegovina in het district en verwijdert ook de grenslijn. Het besluit maakt de wetten van het district en de wetten van de staat Bosnië en Herzegovina (inclusief de wetten van de Socialistische Republiek Bosnië en Herzegovina) tot de fundamentele rechtsbeginselen binnen het district.
Brčko was het enige onderdeel van het vredesakkoord van Dayton dat niet werd afgerond. De arbitrageovereenkomst werd afgerond in april 1996, resulterend in een "district" zoals hierboven vermeld, dat zal worden beheerd door de internationale vertegenwoordiging, in de persoon van een ambassadeur die is aangesteld door een missie van de Organisatie voor Veiligheid en Samenwerking in Europa (OVSE).
De eerste OVSE-vertegenwoordiger voor het district Brčko arriveerde in juni 1996. Voorafgaand aan deze datum had de OVSE een bescheiden vertegenwoordigingskantoor, aanvankelijk geleid door Randolph Hampton. In de tussentijd, voordat het district Brčko vertegenwoordigd kon worden zoals bepaald in de postwillekeurige overeenkomsten, werden er lokale verkiezingen gehouden en humanitaire hulppakketten geleverd, met medewerking van agentschappen USAID en directoraat-generaal van ECHO Europese civiele bescherming en humanitaire hulpoperaties. Het district stond bekend als een centrum van verschillende internationale programma's voor de wederopbouw van Bosnië en Herzegovina, allemaal voornamelijk gedreven door buitenlandse regeringen, met name de Verenigde Staten.
Het gebied werd aanvankelijk beheerd door de internationale gemeenschap. Het District Brčko werd officieel opgericht op 8 maart 2000, nadat duidelijk was dat de twee entiteiten niet konden beslissen welk gebied aan elke kant moest worden toegewezen. De regering is samengesteld uit gelijke delen van de drie etnische groepen. Naast een eigen administratie krijgt de regio een eigen postkantoor-, belasting- en politiewetgeving.
Tot augustus 2012 werden lokaal gekozen functionarissen bijgestaan door een internationale toezichthouder. De toezichthouder kreeg ruime bevoegdheden, waaronder de bevoegdheid om bindende besluiten bekend te maken. Het is verantwoordelijk voor het vergemakkelijken van de terugkeer van vluchtelingen, het bevorderen van een democratische en multi-etnische regering en het reactiveren van de economie. De OVSE en EUFOR handhaafden hun aanwezigheid in het district na de opschorting van het toezicht en de delegatie van de Europese Unie vestigde een workshop in Brčko. Het mandaat van de hoge vertegenwoordiger blijft ongewijzigd.

## Statuten in de Federatie
Het District Brčko, hoewel in theorie bestuurd door beide Bosnische gefedereerde entiteiten, is in de praktijk een derde entiteit van de Republiek Bosnië en Herzegovina, met dezelfde rechten als de Servische Republiek Bosnië en de Federatie van Bosnië en Herzegovina.
Brčko staat onder het directe bestuur van de Federatie, maar het district wordt beschouwd als vrij gebied, dat wil zeggen onder het bestuur van beide gefedereerde entiteiten, of zelfs als gemeenschappelijk gebied tussen hen, in de vorm van appartement.

## Grenzen
Brčko wordt in het zuiden en zuidwesten begrensd door Federatie van Bosnië en Herzegovina, in het oosten en westen door Servische Republiek Bosnië en in het noorden door Kroatië.

## Bevolking

### Volkstelling 1961
De gemeente Brčko had in 1961 62.952 inwoners, van wie:
- Kroaten - 21.994 (34,94%)
- Serviërs - 17.897 (28,43%)
- Bosniakken - 16.484 (26,18%)
- Joegoslaven  - 5.904 (9,38%)
- overigen - 673 (1,07%)

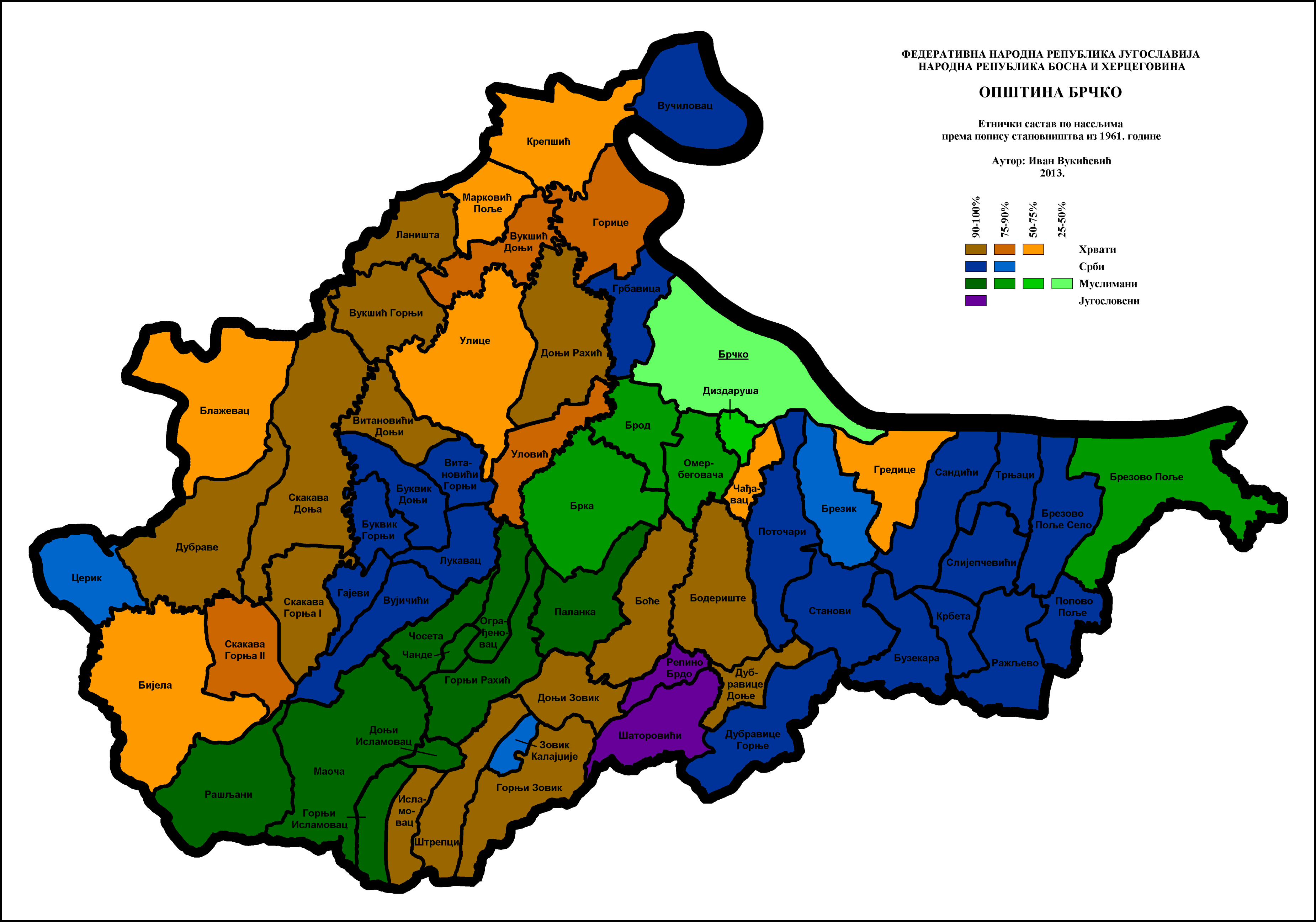
Etnische verdeling per nederzetting in 1961
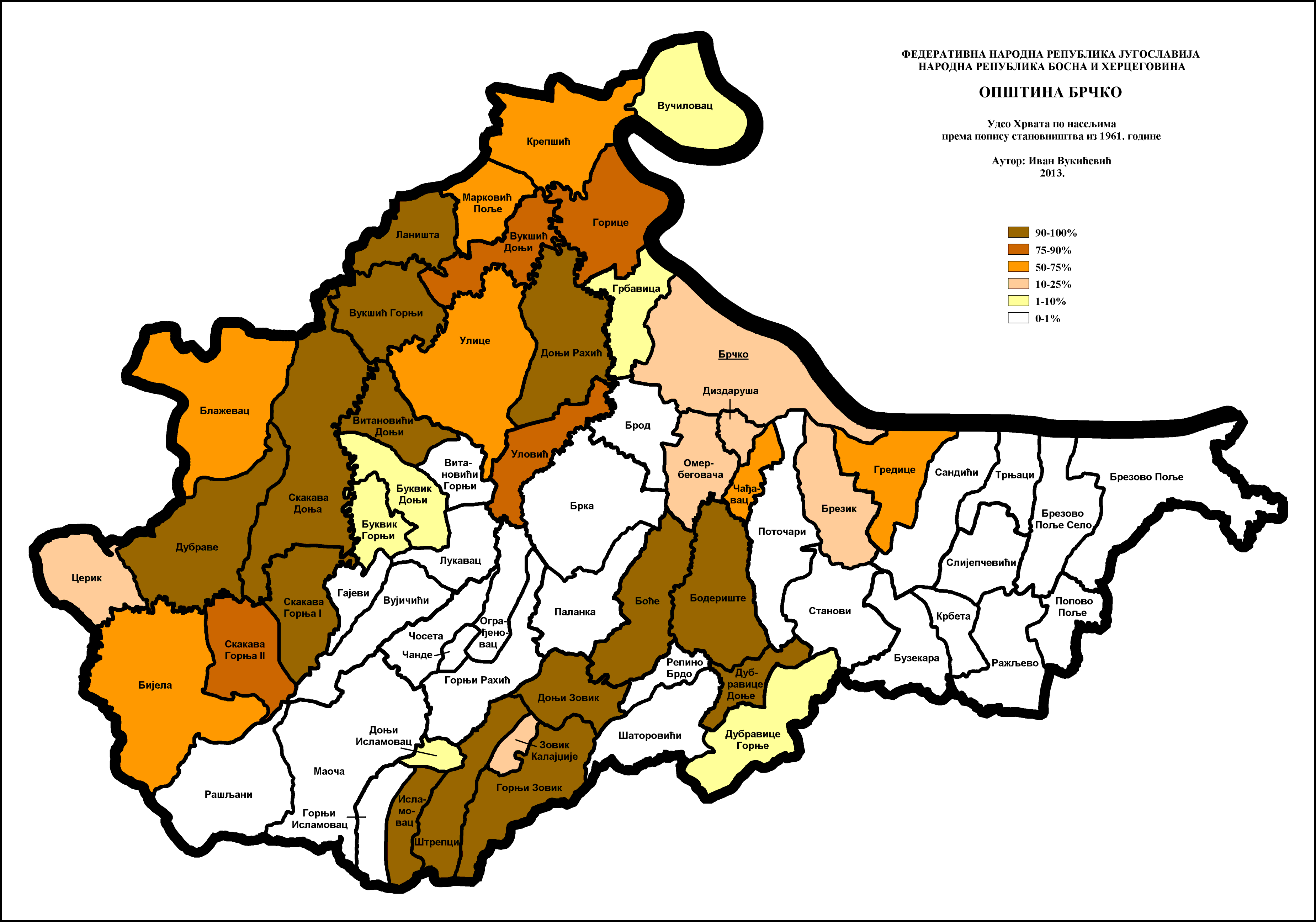
Aandeel Kroaten in Brčko per nederzetting in 1961
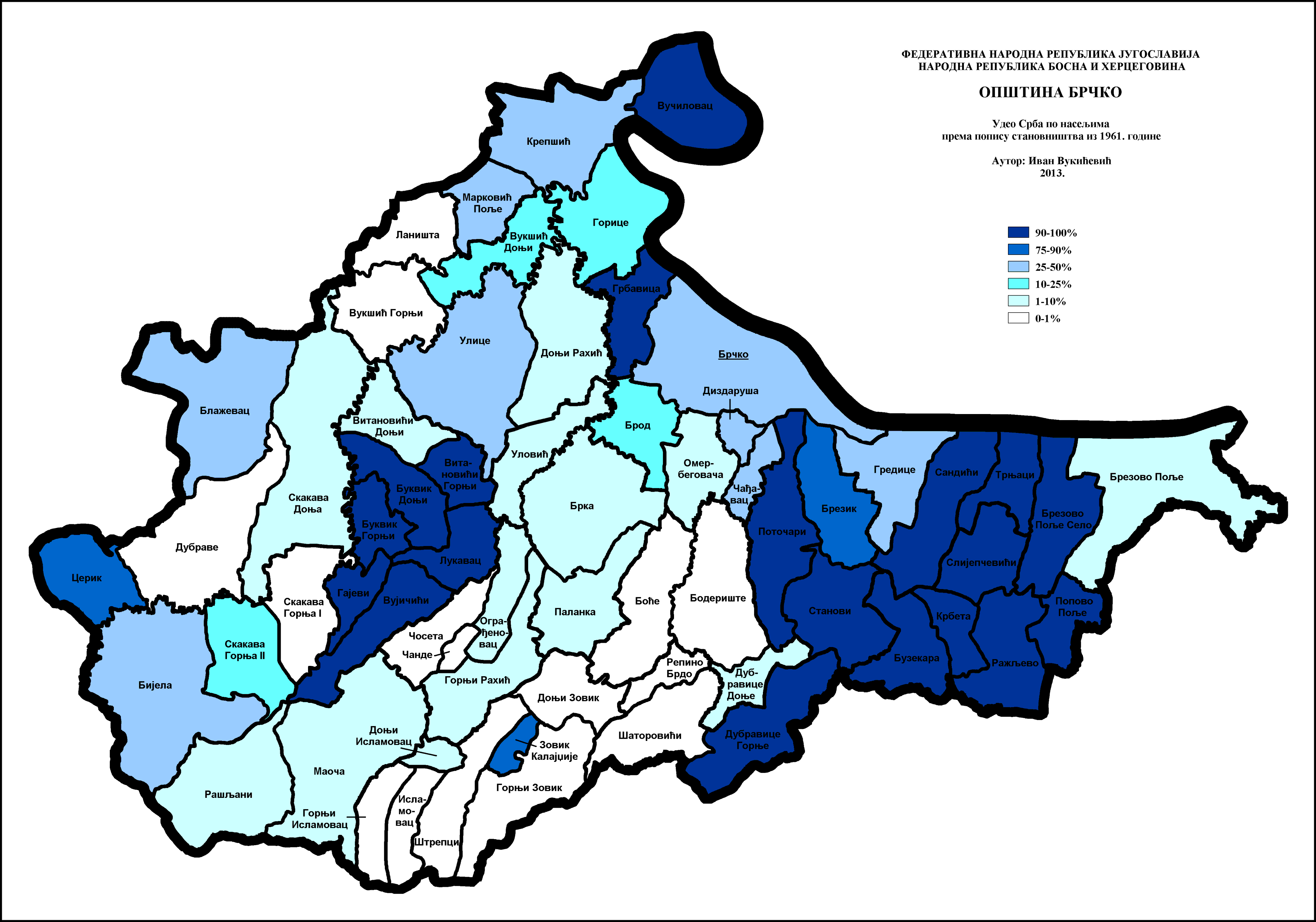
Aandeel Serviërs in Brčko per nederzetting in 1961
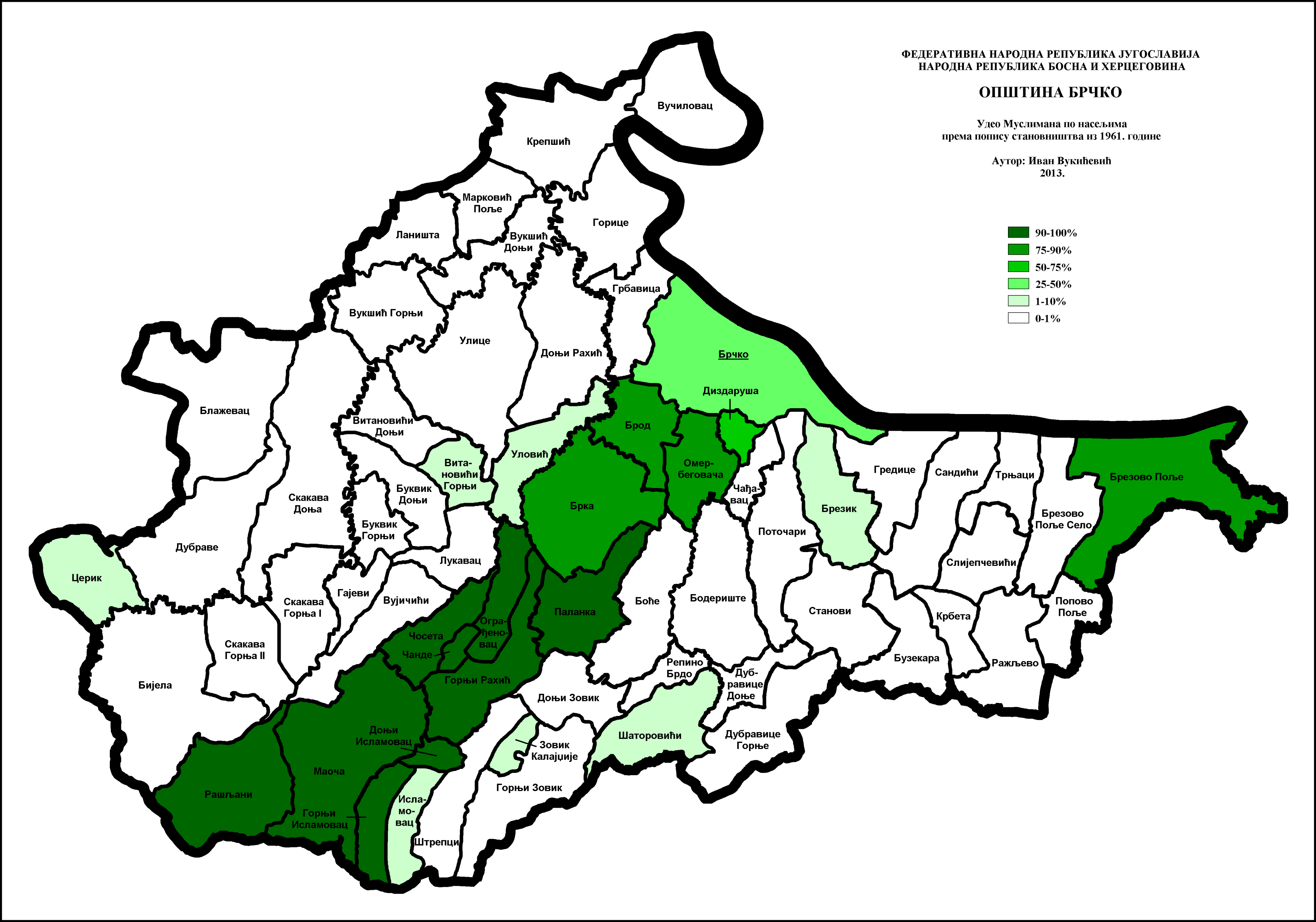
Aandeel Bosniakken in Brčko per nederzetting in 1961

### Volkstelling 1971
De gemeente Brčko had in 1971 74.771 inwoners, van wie:
- Bosniakken - 30.181 (40,36%)
- Kroaten  - 24.925 (33,33%)
- Serviërs - 17.709 (23,68%)
- Joegoslaven  - 1.086 (1,45%)
- overigen - 870 (1,18%)

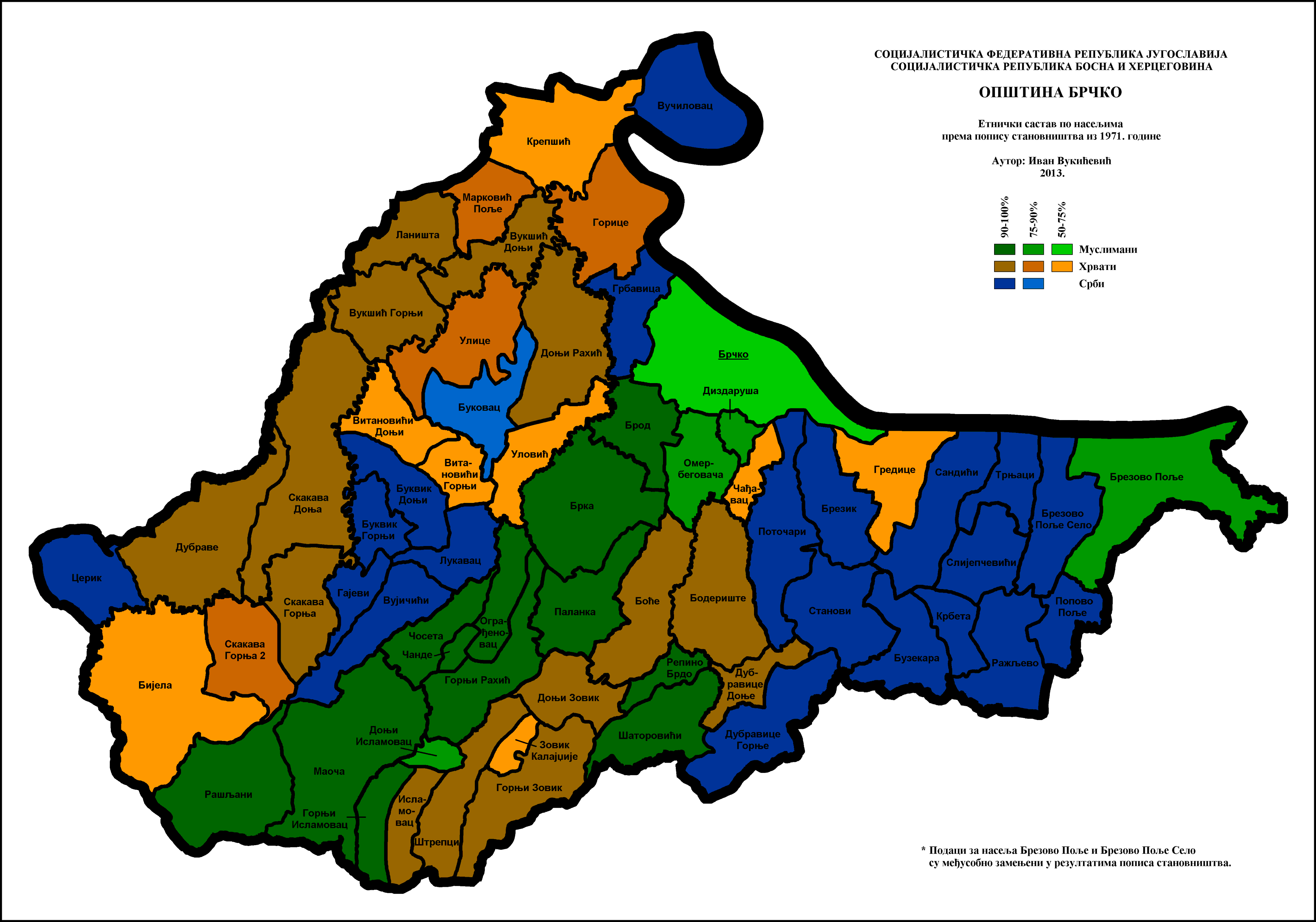
Etnische verdeling per nederzetting in 1971
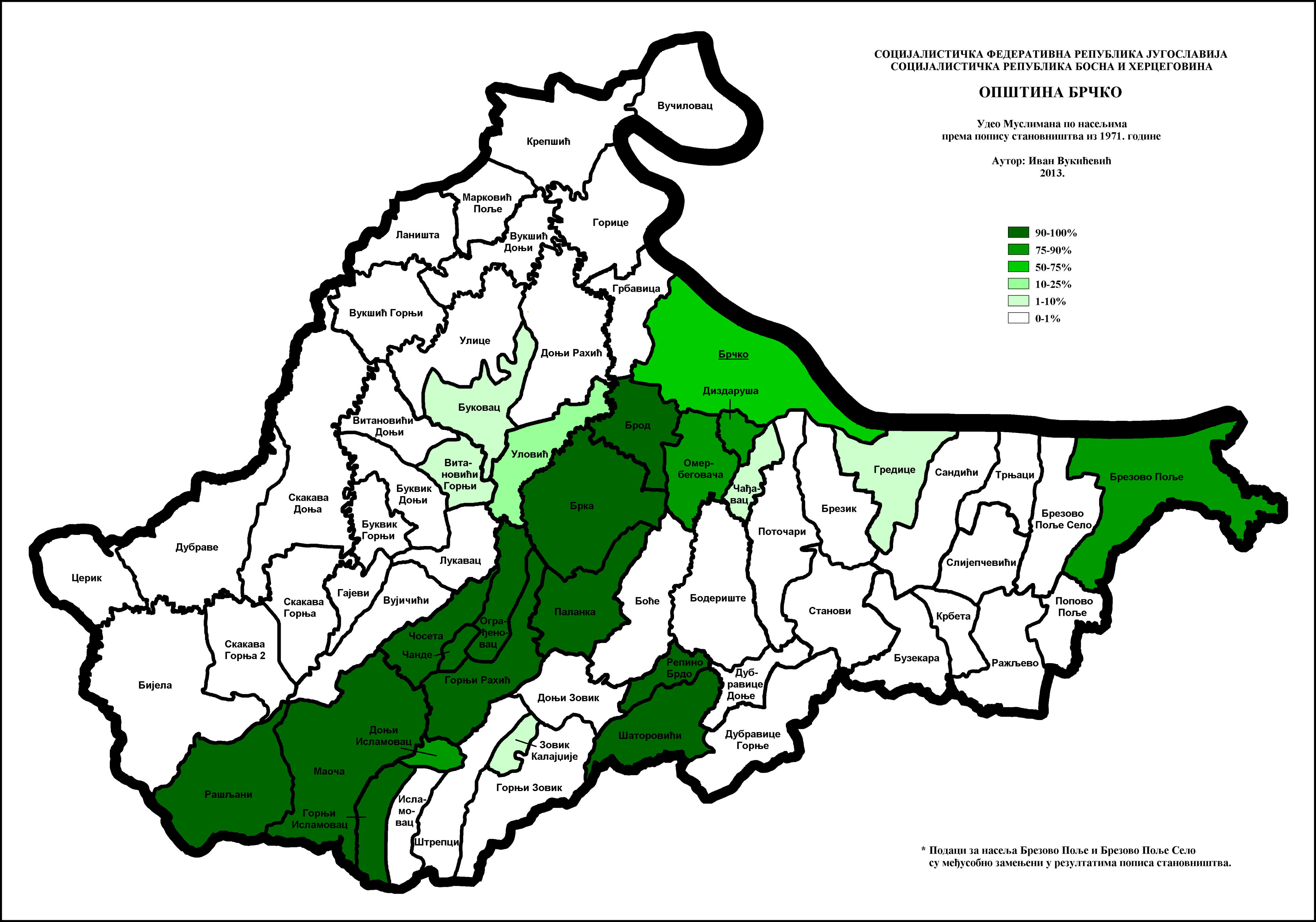
Aandeel Bosniakken in Brčko per nederzetting in 1971
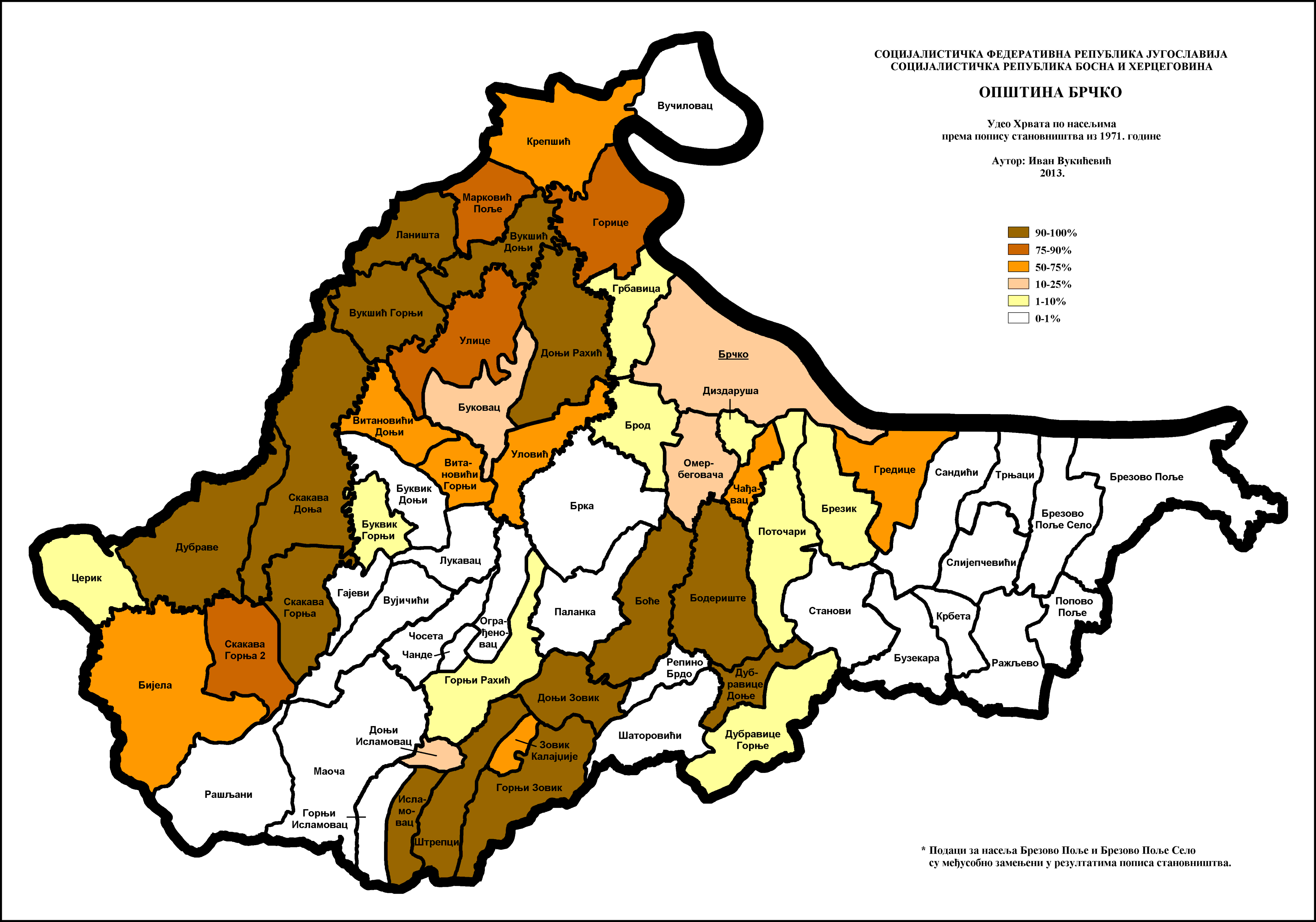
Aandeel Kroaten in Brčko per nederzetting in 1971
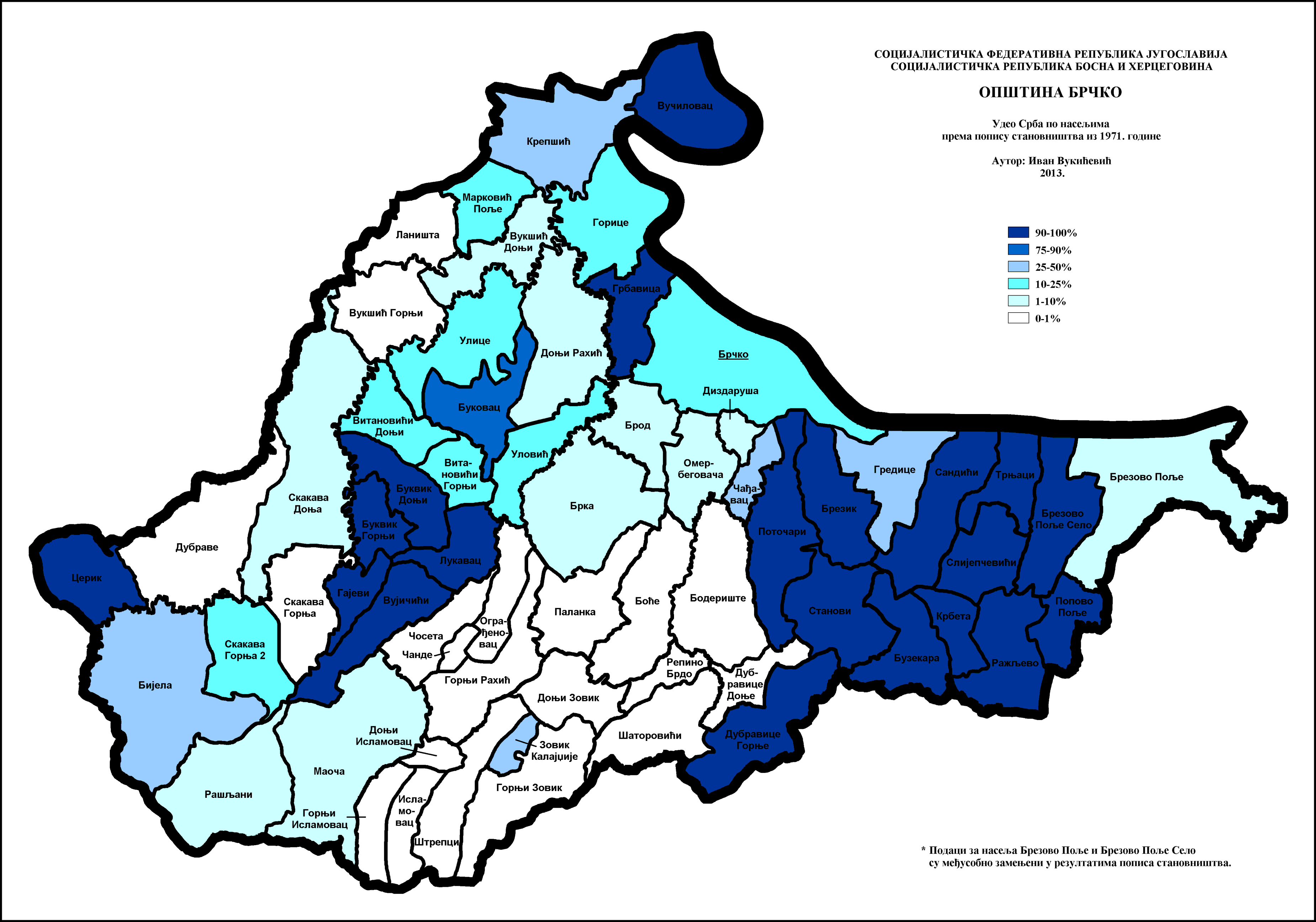
Aandeel Serviërs in Brčko per nederzetting in 1971

### Volkstelling 1981
De gemeente Brčko had in 1981 82.768 inwoners, van wie: 
- Bosniakken- 32.434 (39,19%)
- Kroaten - 23.975 (28,97%)
- Serviërs - 16.707 (20,18%)
- Joegoslaven- 8.342 (10,08%)
- overigen - 1.310 (1,58%)

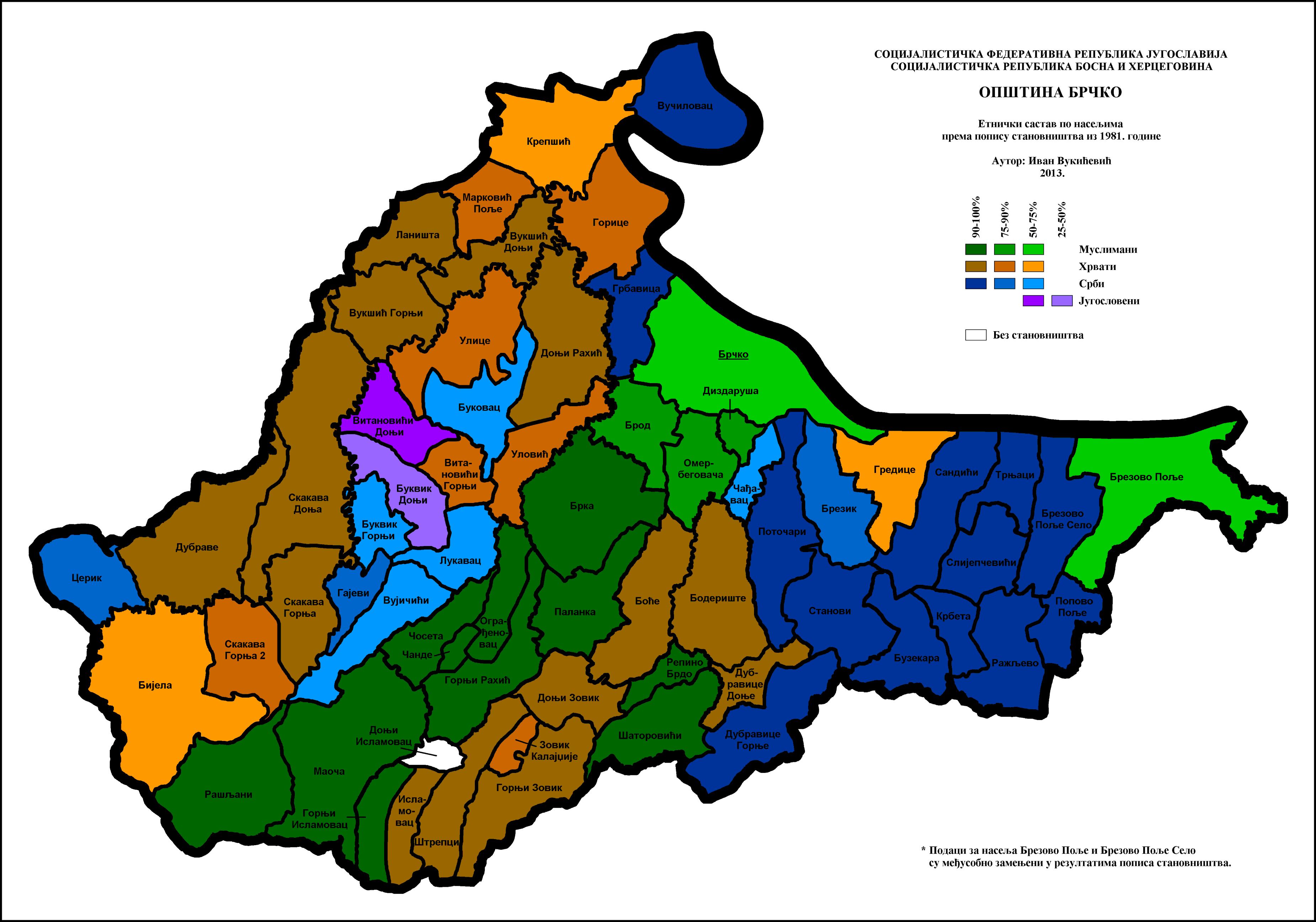
Etnische verdeling per nederzetting in 1981
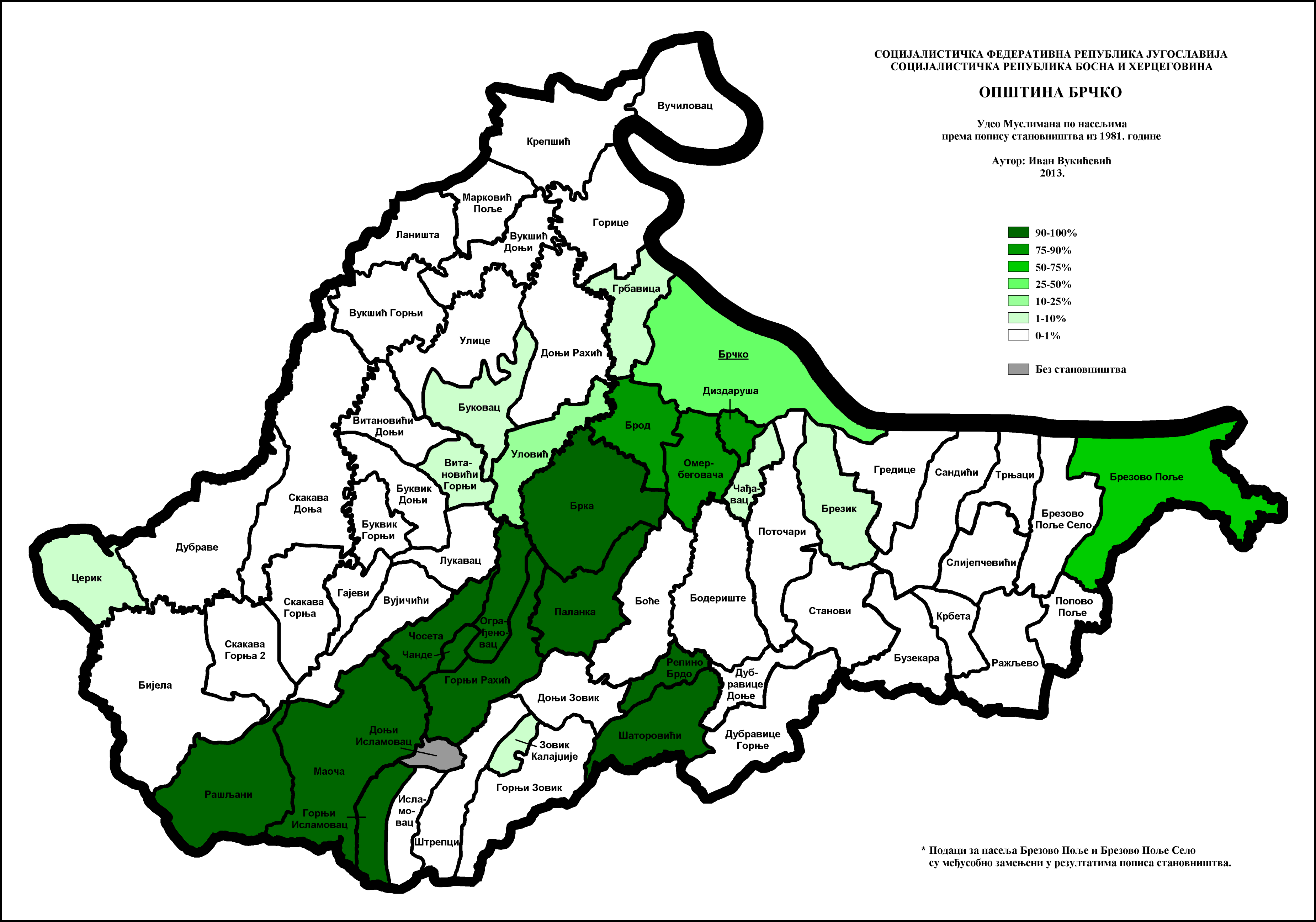
Aandeel Bosniakken in Brčko per nederzetting in 1981
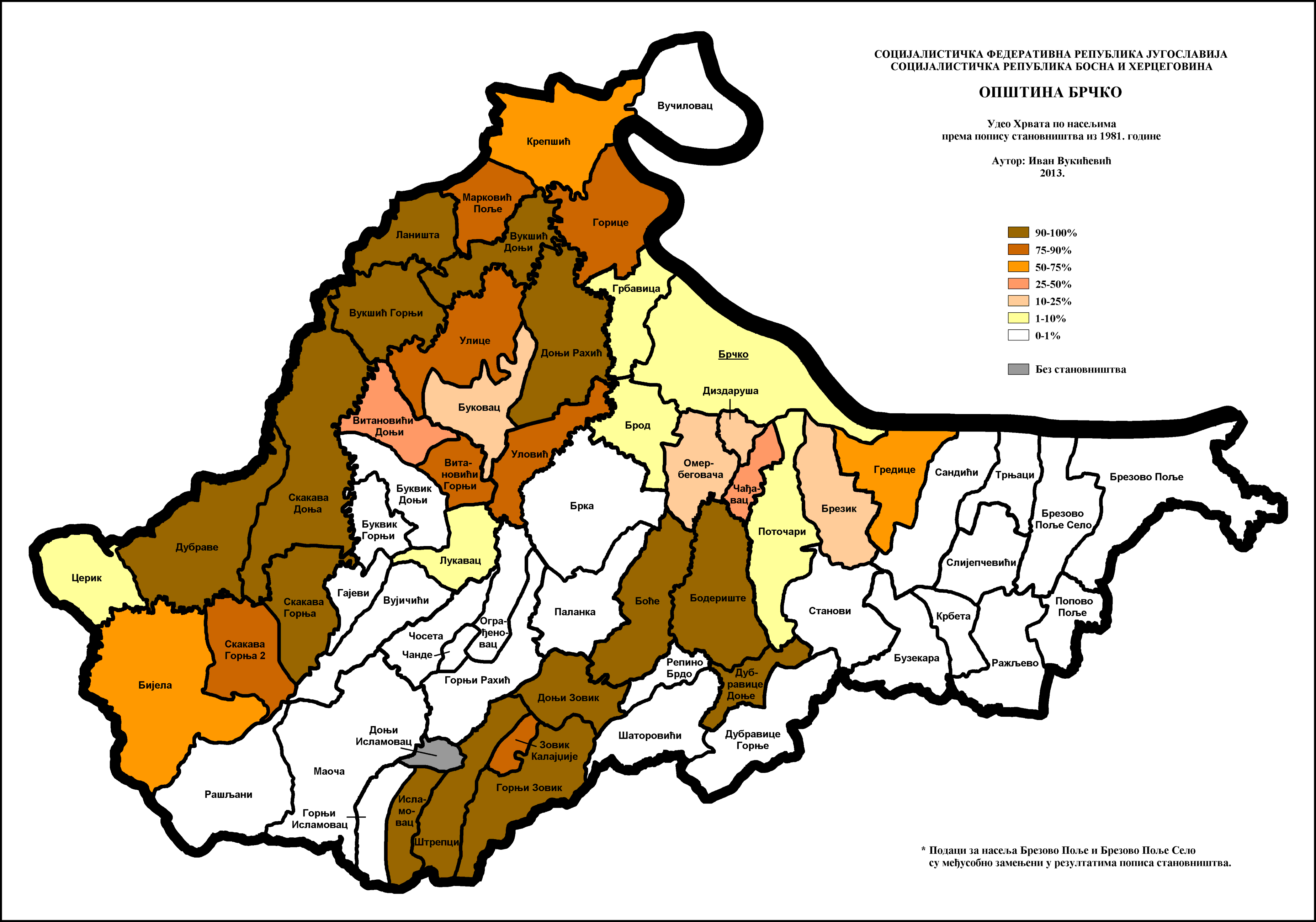
Aandeel Kroaten in Brčko per nederzetting in 1981
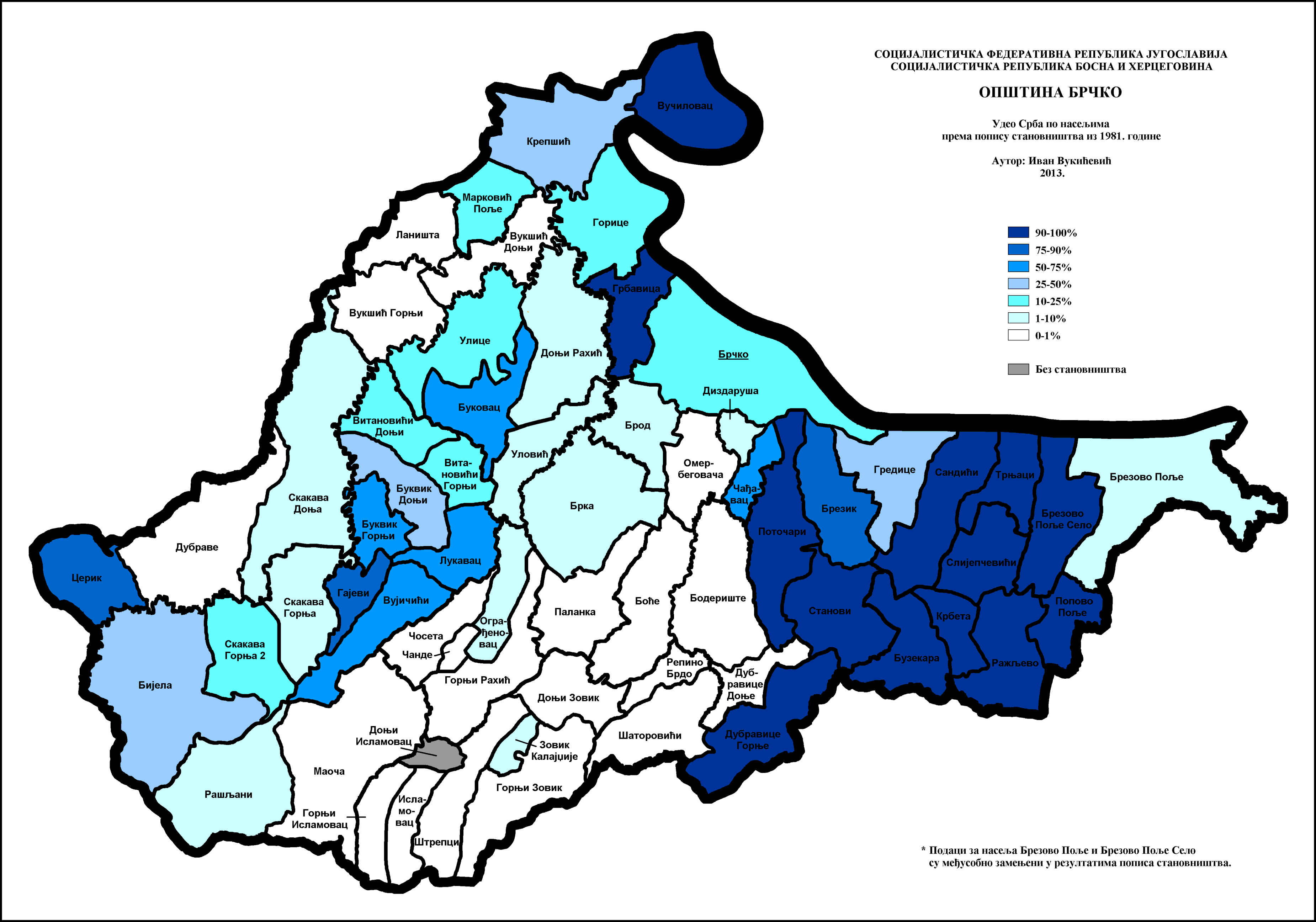
Aandeel Serviërs in Brčko per nederzetting in 1981

### Volkstelling 1991
De gemeente Brčko had in 1991 87.627 inwoners, van wie:
- Bosniakken - 38.617 (44,07%)
- Kroaten - 22.252 (25,39%)
- Serviërs - 18.128 (20,69%)
- Joegoslaven - 5.731 (6,54%)
- overigen - 2.899 (3,31%)

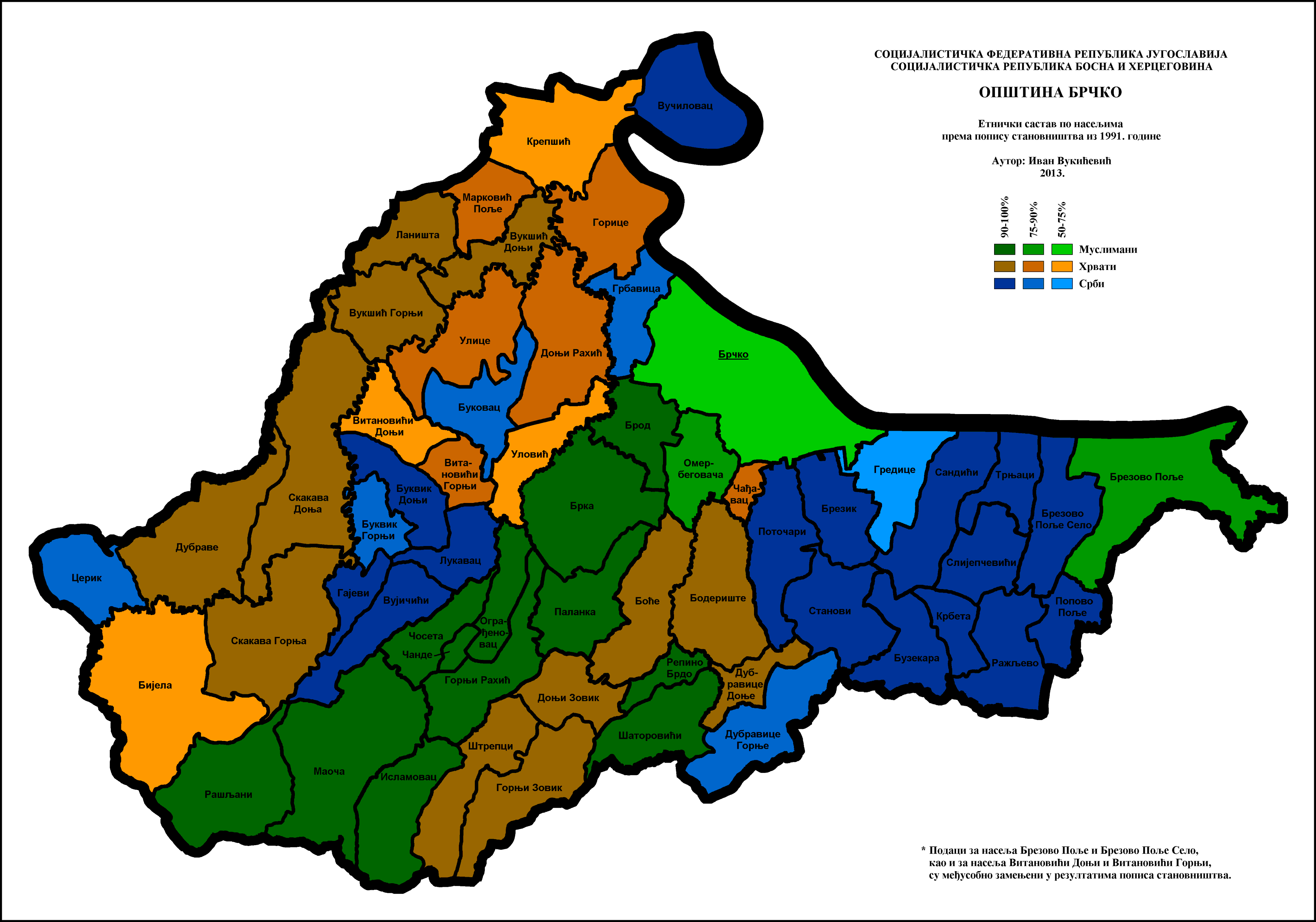
Etnische verdeling per nederzetting in 1991
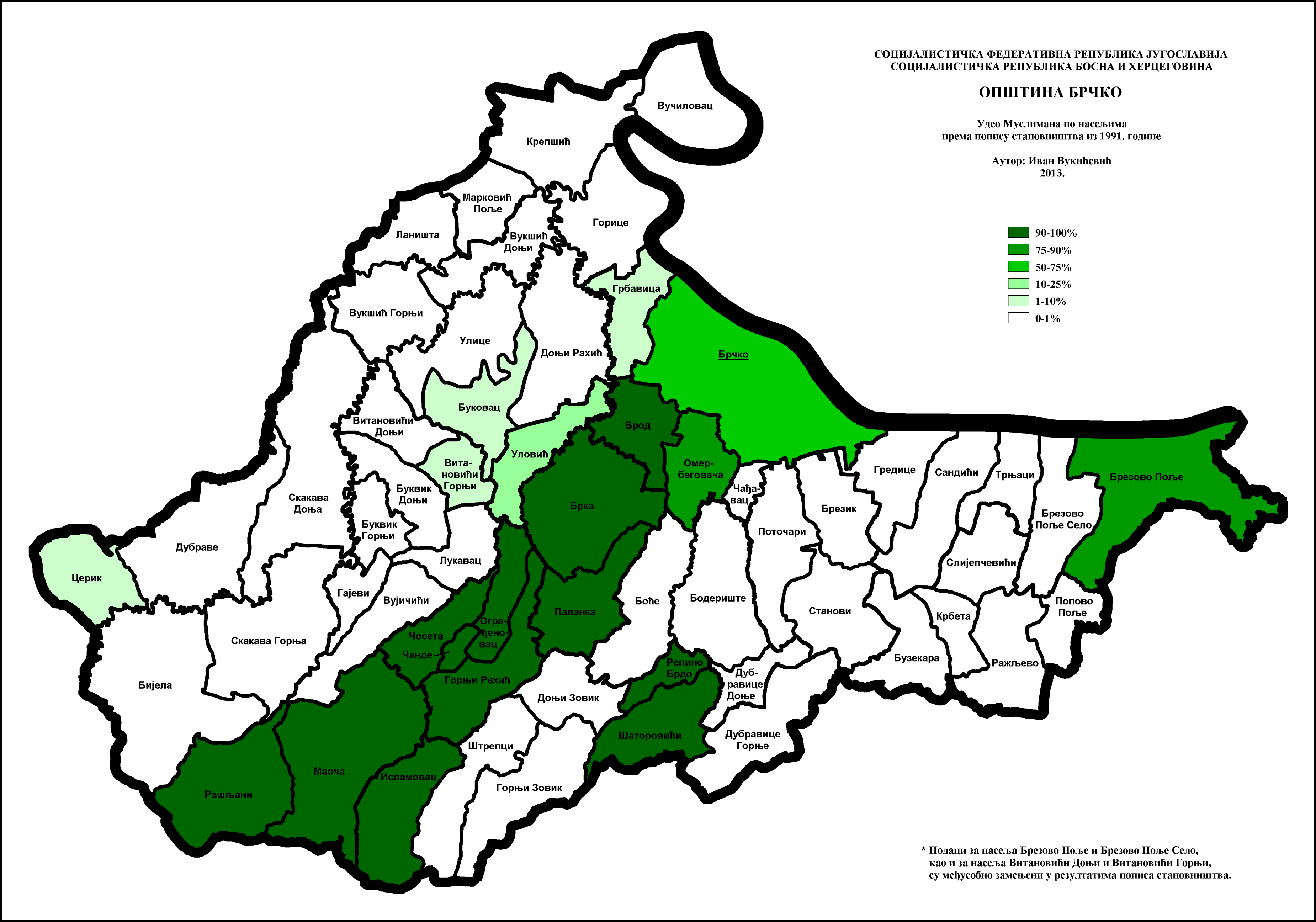
Aandeel Bosniakken in Brčko per nederzetting in 1991
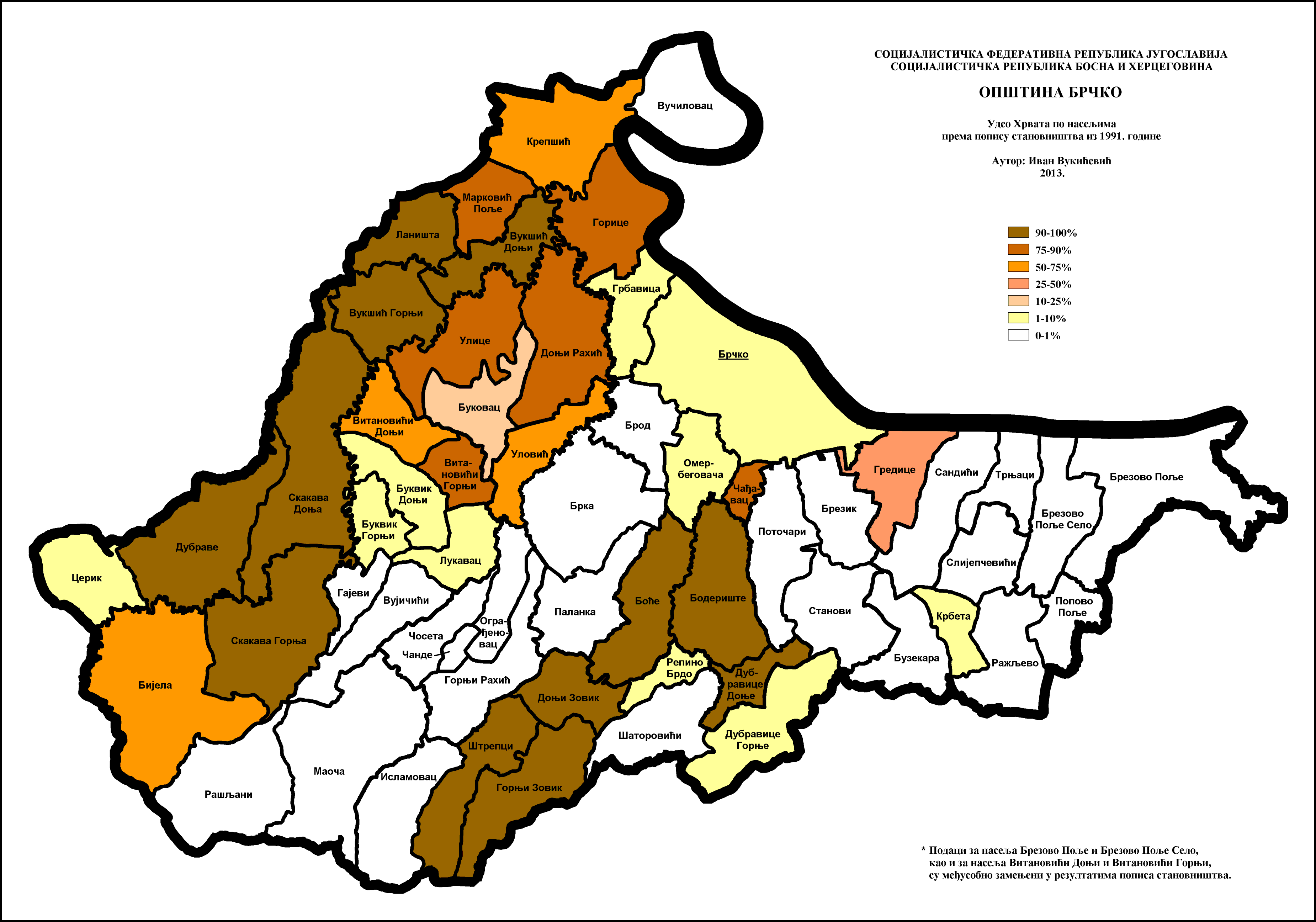
Aandeel Kroaten in Brčko per nederzetting in 1991
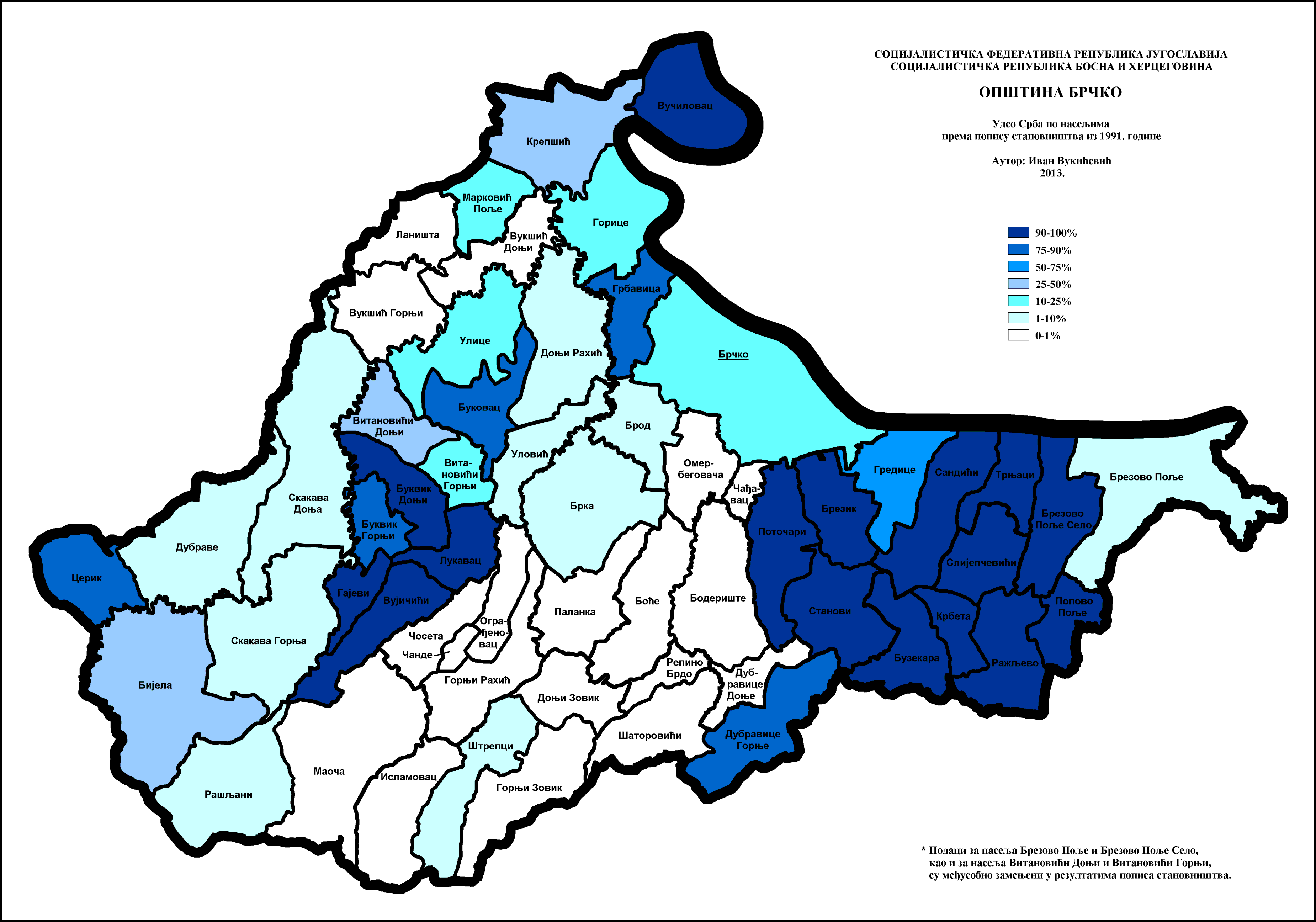
Aandeel Serviërs in Brčko per nederzetting in 1991

### Volkstelling 2013
De gemeente Brčko had in 2013 zo'n 83.516 inwoners.
| Bosniakken     | 35.381 | 42,36% |
| Serviërs       | 28.884 | 34,58% |
| Kroaten        | 17.252 | 20,66% |
| Roma           | 490    | 0,59%  |
| Joegoslaven    | 67     | 0,08%  |
| overigen       | 1.442  | 1,73%  |
| gemeente Brčko | 83.516 | 100,0% |

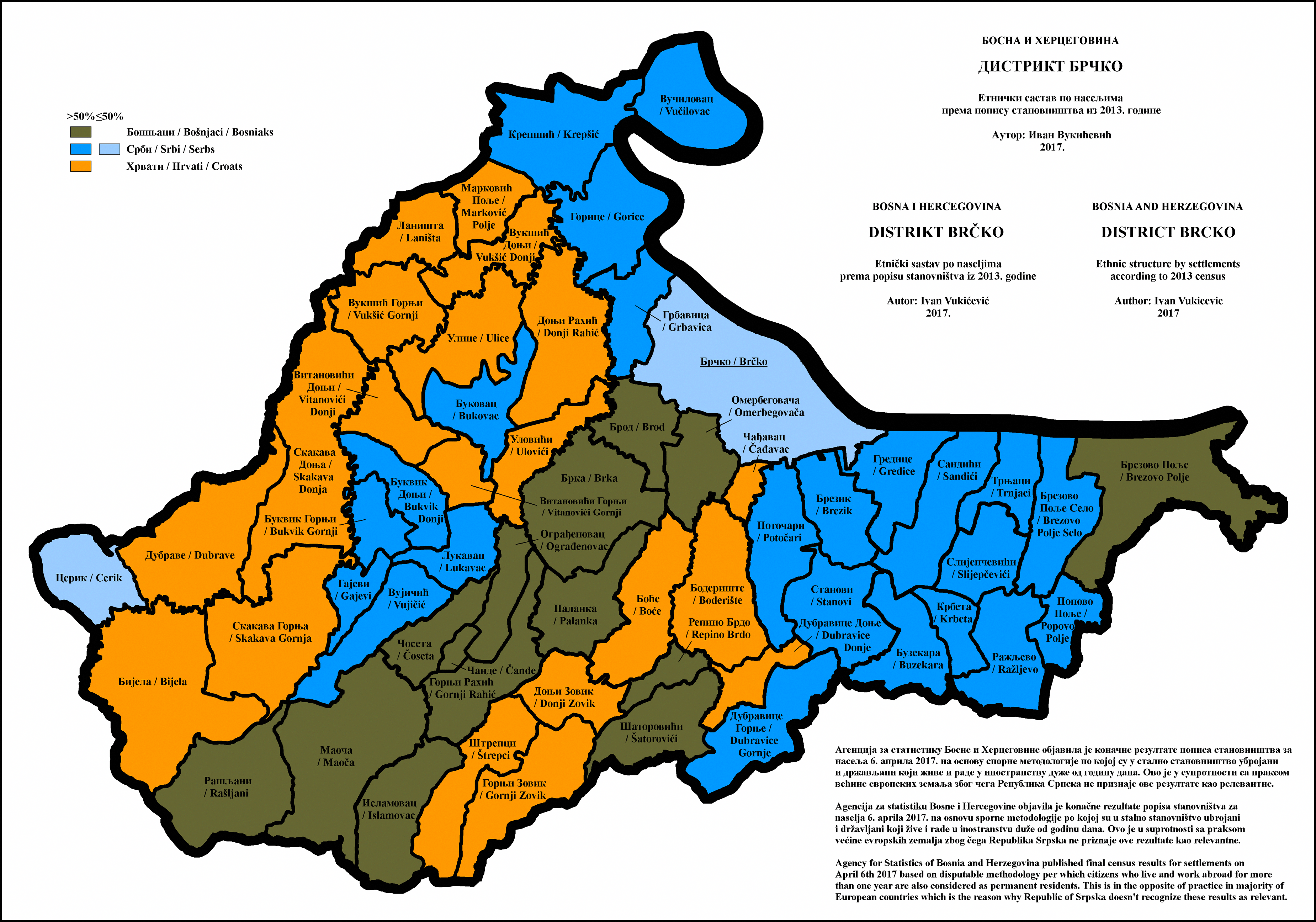
Etnische verdeling per nederzetting in 2013
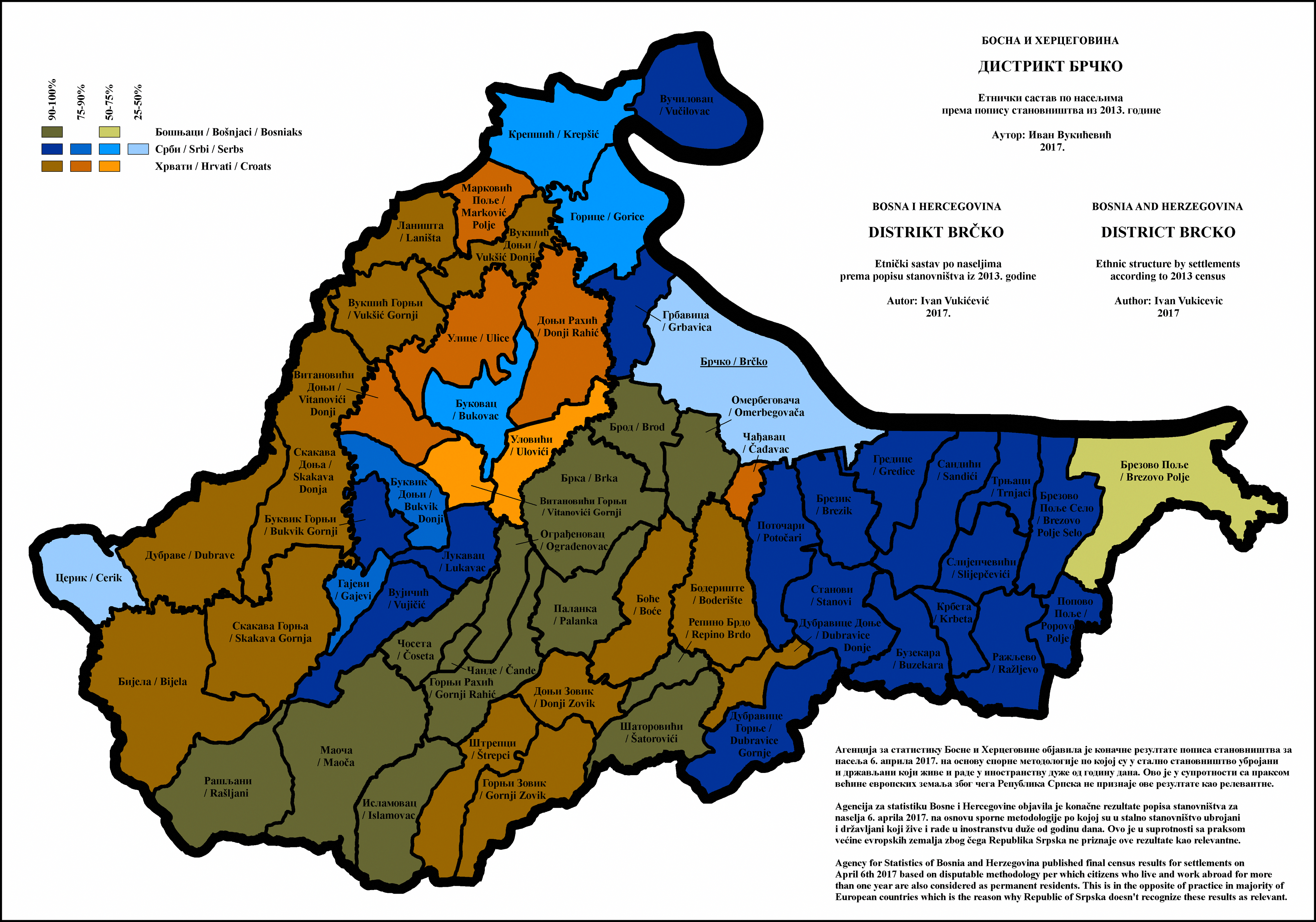
Etnische verdeling per nederzetting in 2013
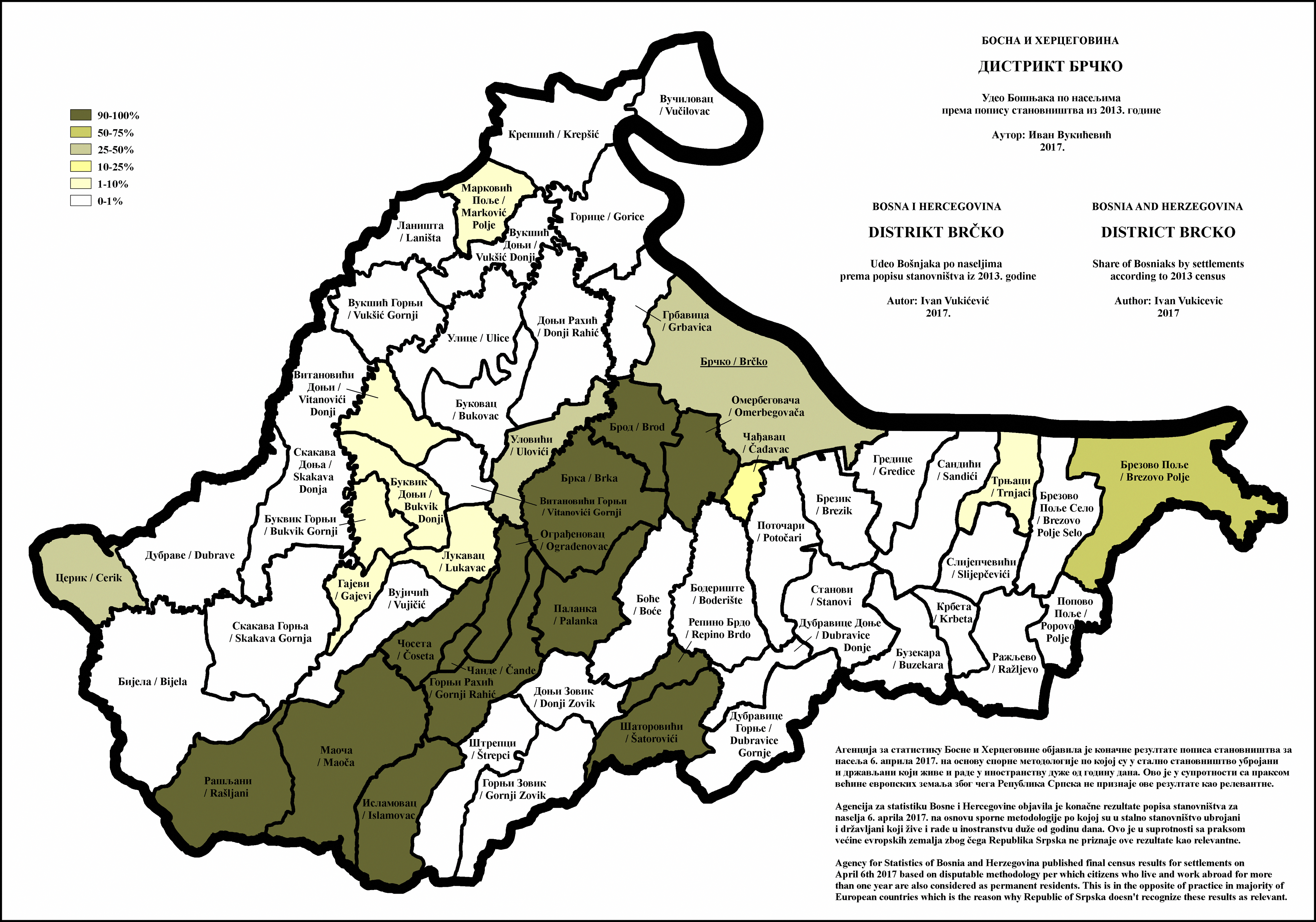
Aandeel Bosniakken in Brčko per nederzetting in 2013
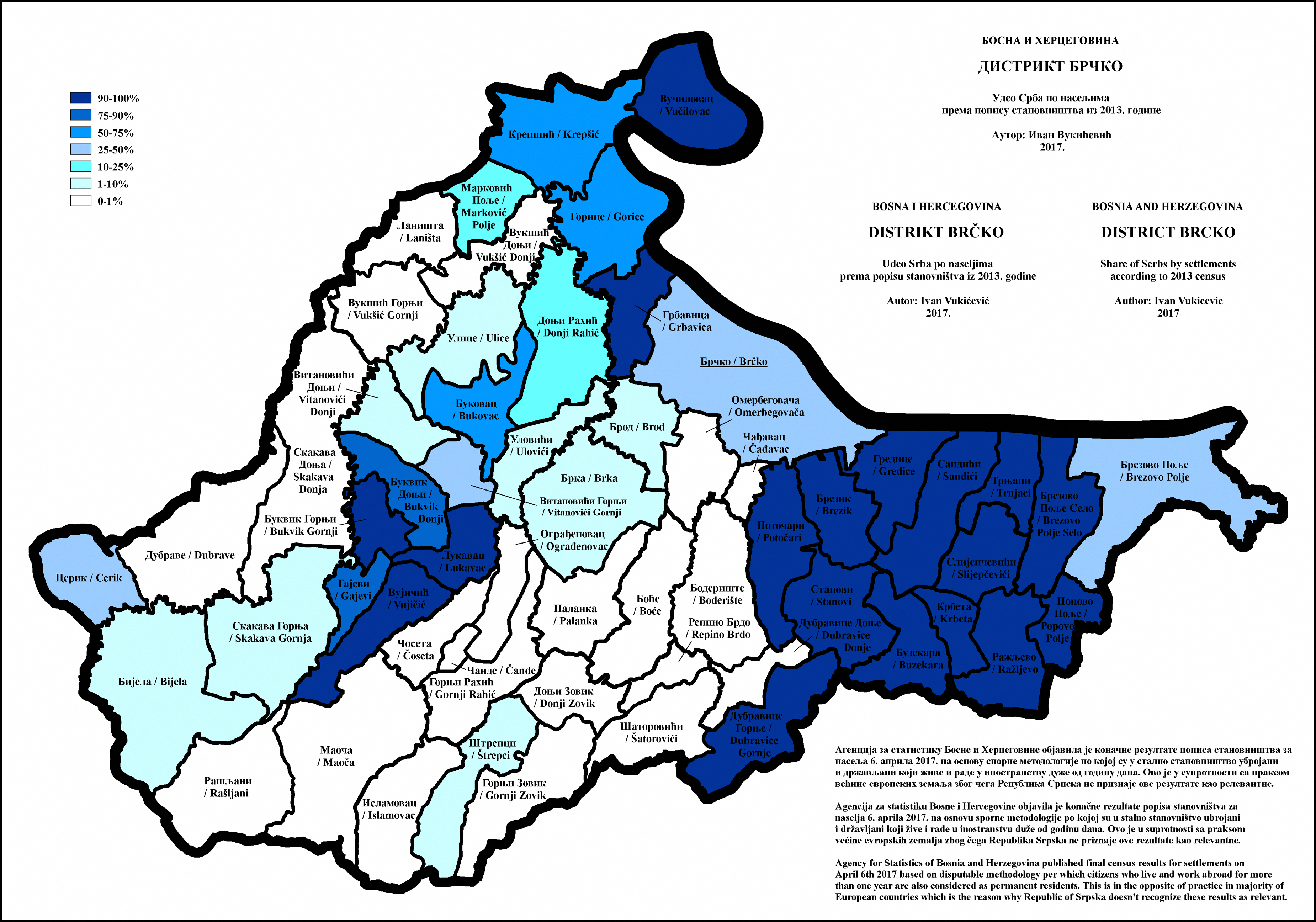
Aandeel Serviërs in Brčko per nederzetting in 2013
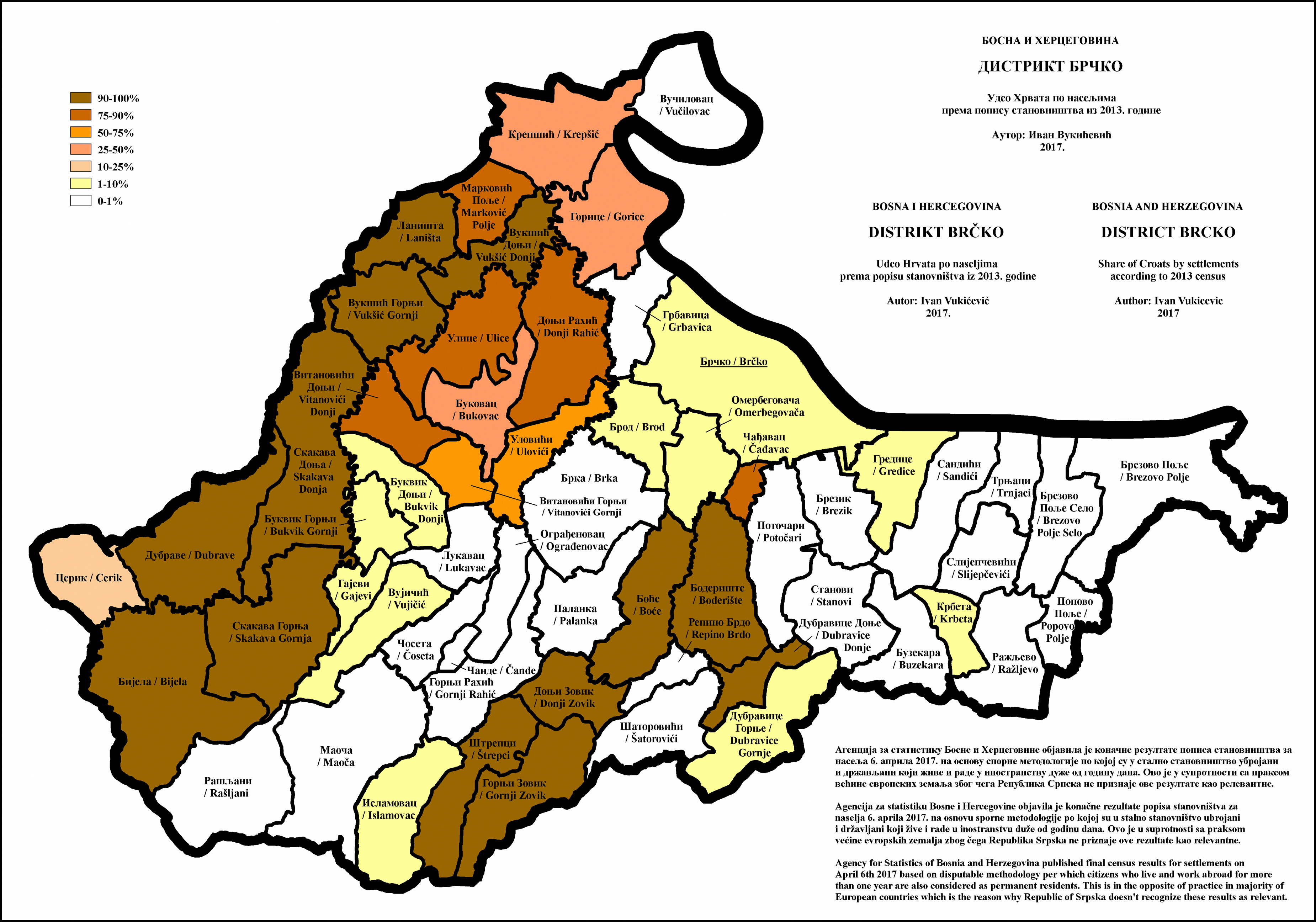
Aandeel Kroaten in Brčko per nederzetting in 2013

## Locaties
Het district Brčko heeft 59 plaatsen:

## Overheid en politiek
Er zijn 29 zetels in de districtsvergadering van Brčko. De zetels worden voor elke partij als volgt verdeeld:
- 6 zetels van de Democratische Partij van Servië
- 5 zetels van Sociaaldemocratische Partij
- 4 zetels van Democratische Actiepartij
- 3 zetels in de Kroatische Democratische Unie
- 3 zetels van de Partij voor Bosnië en Herzegovina
- 2 zetels in de Alliantie van onafhankelijke sociaaldemocraten
- 2 zetels van de Kroatische Boerenpartij
- 2 zetels van de Socialistische Partij van de Republika Srpska
- 1 zetel van Democratische Partij
- 1 zelfstandige kandidaat vacature

Op etniciteit:
- 13 Bosnisch
- 11 Serviërs
- 5 Kroatisch

## Supervisoren
Voor het district Brčko is een international supervisor benoemd. Deze functioneert ook als adjunct-hoge vertegenwoordiger. Deze functie is opgeschort in 2012. De volgende supervisors hebben dit ambt bekleed:
1. Robert William Farrand,7 maart 1997 - 2 juni 2000
2. Gary L. Matthews, 2 juni 2000 - 14 maart 2001
3. Gerhard Sontheim, 14 maart 2001 - 20 april 2001 (interim)
4. Henry Lee Clarke, 20 april 2001 - 1 oktober 2003
5. Gerhard Sontheim, 1 oktober 2003 - 16 januari 2004 (interim)
6. Susan Rockwell Johnson, 16 januari 2004 - 1 oktober 2006
7. Raffi Gregorian, 1 oktober 2006 - 2 augustus 2010
8. Gerhard Sontheim, 2 augustus 2010 - 22 september 2010 (interim)
9. Roderick Moore, 22 september 2010 - ?

## Burgemeesters
De volgende burgemeesters zijn in het district aan de macht geweest:
1. Miodrag Pajić (Serviër) 1993 - 13 november 1997
2. Borko Reljić (Serviër) 13 november 1997 - 15 april 1999
3. Sinisa Kisić (Serviër) 15 april 1999 - 12 november 2003
4. Ivan Krndelj (Kroaat) 12 november 2003 - 3 december 2003
5. Branko Damjanac (Serviër) 3 december 2003 - 8 december 2004
6. Mirsad Djapo (Bosniak) 8 december 2004 - 12 februari 2009
7. Dragan Pajić (Serviër) 12 februari 2009 - ?

## Uitzonderlijke mensen
- Edo Maaika is een rapper
- Mladen Petrich is een Kroatische internationale voetballer
- Vesna Pisarovych is een popzangeres
- Lepa Brena is een zanger
- Edvin Kanka Čudić is een mensenrechtenverdediger uit Bosnië
- Anil Dervišević is de eigenaar van de volleybalclub "Denver-Area", coach van het damesvolleybalteam van Bosnië en Herzegovina
- Jenana Sheganovich is een pianist
- Anton Maglika is een Kroatische voetballer
- Jasmin Imamovich is een politicus
- Natasha Voynovich is een servisch model
- Mato Tadic is een rechter
- Brankica Mykhailovych is een Servische volleybalspeler, wereld- en Europees kampioen, zilveren medaillewinnaar op de Olympische Zomerspelen 2016
- Ines Jankovic is een Servische modeontwerper
- Nikola Kovach is een professionele gamer van Counter-Strike: Global Offensive